# Morti nel 1044
| Questa pagina contiene informazioni ricavate automaticamente dalle voci biografiche con l'ausilio del template Bio e di un bot. L'aggiornamento è periodico e automatico e ricostruisce completamente la pagina. Se manca una persona in questa lista, sei pregato di non aggiungerla, ma accertati piuttosto che la sua voce biografica contenga il template Bio e che i dati anagrafici siano correttamente compilati. Se il template Bio manca, inseriscilo tu stesso o, in alternativa, metti l'avviso {{tmp\|Bio}} che ne segnala la mancanza. Se i dati riportati sono sbagliati, correggi direttamente la voce biografica; le modifiche saranno visibili in questa lista entro pochi giorni. Per chiarimenti vedi il progetto biografie. La lista contiene solo le 9 persone che sono citate nell'enciclopedia e per le quali è stato implementato correttamente il template Bio. Pagina aggiornata al 18 ago 2025. |

- 18 gennaio - Azecho, vescovo tedesco
- 19 aprile - Gothelo I di Lorena, duca
- 9 maggio - Gregorio V di Ostia, vescovo e cardinale italiano
- 5 luglio - Samuele Aba d'Ungheria, sovrano ungherese
- Rajendra Chola I, re
- Hywel ab Edwin, sovrano gallese
- Matilda di Frisia, regina franca
- Mujāhid al-ʿĀmirī, militare e politico arabo (n. 960)
- Al-Sharif al-Murtada, teologo arabo (n. 966)